# Jurato Ikeda
Jurato Ikeda  (jap. 池田 樹雷人, Ikeda Jurato; * 17. September 1996 in der Präfektur Tokio) ist ein japanischer Fußballspieler.

## Karriere
Jurato Ikeda  erlernte das Fußballspielen bei Mitsubishi Yowa in Tokio. Seinen ersten Vertrag unterschrieb er beim japanischen Zweitligisten Cerezo Osaka in Osaka. In der ersten Mannschaft wurde er nicht eingesetzt. 2016 lief er elf Mal für die 2. Mannschaft des Zweitligisten auf. 2017 wurde er nach Thailand zu Bangkok Glass ausgeliehen. Der Club aus der Hauptstadt Bangkok spielte in der ersten thailändischen Liga, der Thai League. Für Bangkok stand er 24 Mal auf dem Spielfeld. Nach nur einem Jahr in Thailand ging er 2018 wieder zurück in seine Heimat und schloss sich dem Ehime FC, einem Verein, der in Matsuyama beheimatet ist und in der J2 League spielte, an. Die Saison 2019 wurde er an den Drittligisten AC Nagano Parceiro nach Nagano ausgeliehen. 2020 kehrte er nach der Ausleihe zurück zu Ehime. 2021 belegte man mit Ehime den 20. Tabellenplatz und stieg in die dritte Liga ab. Nach dem Abstieg verließ er den Verein und schloss sich Anfang Januar 2022  für eine Saison dem Zweitligisten Blaublitz Akita an. Hier bestritt er 34 Zweitligaspiele. Im Januar 2023 unterzeichnete er einen Vertrag beim ebenfalls in der zweiten Liga spielenden FC Machida Zelvia. Am Ende der Saison 2023 feierte er mit Machida die Zweitligameisterschaft sowie den Aufstieg in die erste Liga. Im Juli 2024 wechselte er auf Leihbasis zum ebenfalls in der ersten Liga spielenden Avispa Fukuoka. Hier bestritt er ein Ligaspiel. Nach der Ausleihe wurde er im Februar 2025 fest von Avispa unter Vertrag genommen.

## Erfolge
FC Machida Zelvia
- Japanischer Zweitligameister: 2023  ▲